# Bartolommeo Bandinelli
Bartolommeo vagy Baccio Bandinelli (Firenze, 1488. október 7. – Firenze, 1560. február 7.) olasz szobrász, Michelangelo vetélytársa.
Michelangelo művészete Bandinelli akarata ellenére is inspirálóan hatott. Firenzében a Medici-család számára dolgozott, alkotott Rómában is. Kontraposztos alakjai üres hatásúak. Fő művei:  Hercules és Cacus a firenzei városháza előtt, Bacchus (Palazzo Pitti), Ádám és Éva (Museo Nazionale), Pieta és Atyaisten szobra (Firenze, Santa Croce), Giovanni Medici szobra a San Lorenzo-templom előtt, X. Leó pápa és VII. Kelemen pápa síremlékének mellékalakjai (Santa Maria Sopra Minerva), a Boboli-kert dekoratív szobrai. Legjobb műve a firenzei dóm kupolája alatti, nyolcszögű, márvány szentélykorlát domborművei, próféták és szentek alakjaival (1550). A Szépművészeti Múzeum egy töredékes márványfejét őrzi.